# 海雕号鱼雷艇
海雕号（德語：Seeadler）是德国国家海军暨战争海军于1920年代中期建造的六艘猛禽级（亦称1923级）鱼雷艇的2号艇。它自1925年10月5日开始在威廉港国家海军造船厂铺设龙骨，1926年7月15日下水，至1927年5月1日交付使用。该艇曾在1930年代末的西班牙内战期间多次执行不干预巡逻任务。二战爆发后，海雕号又在1940年挪威战役的克里斯蒂安桑海战中发挥了次要作用。在接下来的几年里，它主要掩护布雷舰布设雷区，也会亲自布雷。1941年下半年，该艇还为穿越斯卡格拉克海峡的船队提供护航。海雕号于1942年回到德占法国，成为在“海峡冲刺”行动中主力舰从法国驶往德国的护航舰艇之一。随后，它又协助护送一艘破交舰通过英吉利海峡，继而于5月在护送另一艘突围舰时遭英国部队击沉。

## 设计及装备
猛禽级鱼雷艇的水线长和全长分别为85.7米和87.7米，有8.25米的舷宽以及平均3.65米吃水深度；设计排水量为938吨，满载时则可达1,290吨。海雕号由两台日耳曼尼亚齿轮传动蒸汽轮机提供动力，各负责驱动一副直径为2.5米的三叶螺旋桨。过热蒸汽则由三台燃油水管锅炉供应，这使得它在23,000匹軸馬力（17,000千瓦特）额定功率下的设计航速为33節（61每小時）。该艇最多可贮存321吨燃料油，理论上能够以17節（31每小時）的速度的巡航3,600海里（6,700）。但实践证明，同等速度下的有效航程仅为1,800海里（3,300）。艇只的标准船员编制为4名军官和116名水兵。
竣工时，猛禽级艇装备有三门150毫米45倍径艇用高射炮作为主炮，一门位于艇艏前部，两门位于艇艉后部；其中艇艉的两门以背负式布局安装在开放式炮架上，另一门则受到炮挡保护。它们还在两座水面三联装挂架上安装有六具500毫米鱼雷发射管，并可携带多达30枚水雷。1931年后，这些鱼雷发射管被533毫米管取代，并增加了一对20毫米30式高射炮。战争期间，该艇可能在沉没前还加装了两组20毫米炮。

## 建造及服役

### 战间期
海雕号自1925年10月5日起在威廉港的国家海军造船厂铺设龙骨，建造序列为103。这是继1888年的海雕号辅助巡洋舰和1892年的海雕号小巡洋舰之后，第三艘以海雕命名的德国军舰。它于1926年7月15日下水，至1927年5月1日交付使用。入役后，该艇取代了在一战前建造的老旧鱼雷艇T-185号，成为第2鱼雷艇半区舰队（2. Torpedoboots-Halbflottille）的领舰，随后参加了前往挪威海域的夏季巡航。然而，海雕号于1928年11月15日停运，以便在重回船厂接受必要的改装以提高稳定性。1929年4月10日，它重新投运并加入第3鱼雷艇半区舰队，接替了老旧鱼雷艇V-5号在阵中的位置。但海雕于同年8月15日又被新式鱼雷艇豹号取代，后者也接管了其大部分船员。仅仅一周后，海雕号就开始在第4鱼雷艇半区舰队服役，以顶替停运的姊妹艇海鸥号，并接管其船员。1930年10月15日，它重回第2鱼雷艇半区舰队担任领舰。除了常规的训练任务外，该艇还参加了1931年6月15日至7月3日前往挪威的舰队巡航。1932年7月，侦察部队总司令、海军少将康拉德·阿尔布雷希特搭乘轻巡洋舰柯尼斯堡号，率领海雕号、信天翁号、隼号、海鸥号和神鹫号等鱼雷艇出访斯德哥尔摩，代表德国出席瑞典亲王古斯塔夫·阿道夫与德国公主西比拉的婚礼庆典。随后，海雕号还到访了赫尔辛基和里加。至1933年7月20日，该艇被豹号取代并再次停运。它与信天翁号于1933年10月5日一起重新投运，并取代了战前建造的大鱼雷艇T-196号，担任第2半区舰队的领舰。1934年，该部队于7月13日至17日出访当时仍属于芬兰的维堡，是这年唯一出访的外国港口。10月1日，第2半区舰队改制为第2鱼雷艇区舰队，阵中成员除海雕号之外，还包括姐妹舰信天翁号以及猛兽级的猞猁号和豹号。其中海雕号和信天翁号于1933年启用105毫米火炮，换成了127毫米炮。
在1936年到1939年的西班牙内战期间，海雕号曾四度被部署至西班牙沿岸执行不干预巡逻。第一次任务是1936年7月28日至8月27日，第2区舰队的四艘鱼雷艇与轻巡洋舰科隆号、装甲舰德国号和舍尔将军号一起前往西班牙北部海岸，分别停靠交战双方的港口，将德国和其他难民被疏散到法国。这些军舰不仅接收难民，还为德国政府租用来撤离德国人的许多商船提供保护。海雕号的第二次西班牙部署是同年9月28日至11月29日跟随第2区舰队在当地海域实施观察，它于11月离开加迪斯时搁浅，不得不由信天翁号护送回国接受维修。1937年5月和6月，该艇在第三次部署中前往西班牙东岸附近、即不干预委员会指定的区域外游弋，并使用巴利阿里群岛作为补给区。在此期间，德国号于5月29日在伊维萨岛附近遭西班牙共和军飞机的两枚炸弹击中，阿道夫·希特勒遂下令舍尔将军号对共和军控制的城市阿尔梅里亚进行报复性炮击。两天后，该舰在第2区舰队的四艘鱼雷艇的伴随下，袭击了共和军的岸基炮台、海军建筑和港口内的船只，造成19人死亡。海雕号也参与了炮击，并差点遭岸防炮击中。其最后一次被部署至西班牙海域是同年7月30日至10月7日。当第2区舰队于1937年秋末解散时，该艇曾一度充当为第3和第5驱逐支舰队的训练艇，直至1937年12月10日停运。

### 二战初期
1938年6月11日，海雕号换编至新成立的第4鱼雷艇区舰队。次年2月14日，在俾斯麦号战列舰下水之际，它访问了汉堡，并于3月参与了梅默尔领地的重新整合。4月4日，当各区舰队合并后，该艇被重编至第6区舰队。到1939年战争爆发时，该部队除海雕号之外，还包括作为领舰的豹号以及其他猛兽级艇只。它们最初的任务是支援从9月3日开始的北海布雷行动，并确保德国驱逐舰从英国东岸布设攻击性雷区后安全返回。11月13日，海雕号连同鱼雷艇鸡貂号、豹号、狼号以及轻巡洋舰纽伦堡号迎回了从泰晤士河口返航的驱逐舰Z-18“汉斯·吕德曼”号、Z-19“赫尔曼·金内”号、Z-20“卡尔·加尔斯特”号和Z-21“威廉·海德坎普”号。五天后，它与豹号、鸡貂号以及两艘轻巡洋舰共同行动，迎回同样从泰晤士河口返航的Z-11“贝恩德·冯·阿尼姆”号、Z-19号和Z-21号。次日夜间，该艇再度出发，与鸡貂号、豹号、狼号和纽伦堡号一同前往迎接从亨伯河口返回的Z-10“汉斯·洛迪”号、Z-15“埃里希·施泰因布林克”号和Z-16“弗里德里希·埃科尔特”号。11月21至22日，海雕号又跟随装甲舰吕措号（前德国号）、轻巡洋舰科隆号、莱比锡号以及鱼雷艇豹号和鸡貂号，在不列颠群岛和斯堪的纳维亚半岛开展打击英国航运的任务，后于25日返回港口。12月14日至16日，海雕号与鱼雷艇美洲豹号前往斯卡格拉克海峡执行违禁品巡逻，并扣押了6艘商船。
1940年2月16日，英国皇家海军在中立的挪威水域扣押德国补给舰阿尔特马克号并营救了舰上被俘的英国水兵，为了报复这次“阿尔特马克号事件”，纳粹海军组织了“诺德马克行动”，在北海北部远至设得兰群岛搜寻同盟国商船。其中海雕号、猞猁号连同第2驱逐区舰队于2月18日出击的初始阶段负责护送战列舰沙恩霍斯特号、格奈森瑙号以及重巡洋舰希佩尔将军号，进而在斯卡格拉克海峡巡逻至20日。

### 挪威战役
在1940年4月“威悉演习行动”的挪威战役中，该艇被编入海军上校弗里德里希·里弗（旗舰为轻巡洋舰卡尔斯鲁厄号）麾下的第四集群，任务是攻占克里斯蒂安桑。它们于4月8日上午从威悉明德出发，计划于翌日清晨抵达克里斯蒂安桑，却因大雾而延误。由于被发现接近城市，奥德罗亚要塞的岸基炮台于05:32向卡尔斯鲁厄号开火。巡洋舰、海雕号和猞猁号都进行了还击。双方都没有给彼此造成任何伤害，尽管卡尔斯鲁厄号有几枚炮弹偏离目标并落入城市。由于里弗的旗舰载满了士兵，只有舰艏炮能够实施炮击，他遂命令部队转向并放置烟幕以掩护他们于05:45撤退。不久之后，来自第4轰炸机联队的6架He 111轟炸機袭击了要塞。他们的炸弹大多落在防御工事之外，惟有一枚炸毁了西侧的弹药库，另一枚则在信号站附近爆炸，炸死2人，并切断了大部分对外通讯线路。看到弹药库爆炸和要塞所在岛屿无数次被击中，里弗倍受鼓舞，命其舰艇于05:55再次尝试，但采用特定角度，以便所有火炮都能施射。这次双方的命中率都有所提高，但没有德国舰艇受损，仅卡尔斯鲁厄号的数枚炮弹落在要塞内，炸伤了几名炮手。由于对挪威的防御没有明显影响，里弗被迫于06:23再次撤退。此时他想到了一个远距离炮击要塞的主意，这样便可以利用俯射火力从上方攻击要塞的海岸炮，同时使卡尔斯鲁厄号离开防御火炮的射程之内。轻巡洋舰于06:50开火，里弗命令海雕号和猞猁号驶过狭窄的航道，但在它们到达之前到达之前便弥漫起雾气，他不得不取消命令。卡尔斯鲁厄号的火力基本无效，更多的炮弹落在城市中，因此里弗于07:30左右撤退并请求额外的空中支援。
大约同一时间，一架英国侦察机飞越克里斯蒂安桑，但未发现离岸的德国舰艇。该地区的海军指挥官向最高司令部询问英国军队是否应该交战，却收到对方通过的命令。他于08:05将命令传达至奥德罗亚。09:00左右，当雾气暂时消散时，里夫重新尝试强行通过狭窄的航道，但几乎使卡尔斯鲁厄号搁浅，只得再次撤离。绝望之际，里弗命令其士兵于09:25雾气再次升起时登上4艘小型S艇，并要求他们不惜一切代价冲进港湾。一小时后，挪威人发现了进犯的德国舰艇：海雕号和猞猁号高速驶来，后面跟着4艘S艇。它们被报道为两艘巡洋舰从不同的方向接近，这使得一些观察者认为对方不是德国舰艇，尤其是因为之前有传言称在斯卡格拉克海峡发现了英国船只。当观察人员报告说对方悬挂的是法国三色旗时（将其与颜色近似的德国海军信号旗混淆了），情况愈加混乱。挪威人认为他们等来了盟军舰艇的营救，于是海岸炮并未开火，导致德国人没有遇到任何抵抗便完成登陆，并于10:45左右占领了防御工事。
里弗奉命尽快返回基尔，因此卡尔斯鲁厄号于4月9日18:00启航，由海雕号、其姊妹艇狮鹫号和猞猁号护航。18:58，英国潜艇逃学号发射的一枚鱼雷击中轻巡洋舰的舰舯，导致后者所有动力、舵机和泵都瘫痪。猞猁号避开了其它九枚鱼雷，并定位到潜艇的位置，在接下来的数小时内与另外两艘鱼雷艇一起展开深水炸弹攻击。逃学号受损，但幸免于难。里弗命令其部属登上鱼雷艇，让海雕号和猞猁号先行，而他则与狮鹫号一同用两枚鱼雷彻底凿沉了卡尔斯鲁厄号。4月11日，当吕措号在丹麦海岸外也遭一艘英国潜艇击沉后，海雕号、狮鹫号和猞猁号等舰艇于次日早晨抵达提供救援。

### 西线和北线役期
挪威战役结束之后，海雕号于4月18日连同海鸥号、狮鹫号和狼号一起掩护布雷舰在卡特加特海峡布设了雷区。从5月到8月，该艇在威悉明德接受改装，继而换编至第5鱼雷艇区舰队。9月12日至14日，它又与鱼雷艇鸡貂号、T-1号、T-2号和T-3号一起，将布雷舰丽蝇号、斯卡格拉克号和施特拉尔松德号安全转移到德占法国的勒阿弗尔。随后，海雕号作为第5区舰队的一份子参加了在多佛尔海峡和怀特岛的一系列布雷行动，直到1940年圣诞节。10月12日夜间，它与盟军的轻型部队发生战斗，击沉了2艘自由法国猎潜舰和2艘英国武装拖网船。10月17日，驱逐舰首长、海军上校埃里希·拜率领4艘驱逐舰和包括海雕号在内的第5区舰队余部向西南航道出击，遭到一支由两艘轻巡洋舰和五艘驱逐舰组成的英国部队拦截。英国人在极远的距离开火，面对远程鱼雷群射和德国空军轰炸机的攻击，它们被迫脱离交战，未能击中任何德舰。第5区舰队则未参与战斗。当月下旬，该区舰队被转移至圣纳泽尔，其成员于12月3日至4日支援在多佛尔附近布设了一处雷区，12月21日至22日又在英吉利海峡布设了另一处雷区。海雕号还作为护航艇参与了两艘沙恩霍斯特级战列舰于12月28日首次突入大西洋的第一阶段任务，惟因格奈森瑙号在挪威附近遭遇海损而中断。
1941年1月16日至19日，海雕号与狮鹫号负责护送补给舰阿尔斯特门号（Alstertor）从库克斯港转运至布雷斯特。1月24日晚，它又与鸡貂号以及驱逐舰Z-4“理夏德·拜岑”号在英吉利海峡北部入口的一次布雷作业中为布雷舰眼镜蛇号、国王号和罗兰号提供保护。2月1日，当希佩尔将军号执行第二次突入大西洋的行动时，由海雕号、神鹫号和Z-4号在比斯开湾为其护航。当这艘巡洋舰于2月15日返回时，同样的舰艇再次出航迎接并将其护送至布雷斯特。从2月底到5月，海雕号及其姊妹艇神鹫号、狮鹫号和隼号都在荷兰的鹿特丹进行了大修，然后重新加入第5区舰队。6月16日，海雕号、狮鹫号、隼号和美洲豹号移驻丹麦。它们于7月7日负责将纽伦堡号转移到霍滕，进而陪同轻巡洋舰埃姆登号和莱比锡号返回腓特烈港。8月，海雕号和鸡貂号又护送被苏联海岸炮击伤的Z-4号返回德国。8月25日，北线海军集团司令部将这支区舰队解除现役，并分配予各部队执行训练任务。
1942年1月，第5鱼雷艇区舰队重新在鹿特丹集结，以便在计划中的“海峡冲刺”期间承担重型部队的安全任务。2月12日至13日，海雕号作为第5区舰队的一份子在灰鼻岬附近参与了“地狱犬行动”，护送战列舰沙恩霍斯特号和格奈森瑙号以及重巡洋舰欧根亲王号从布雷斯特返回德国。3月13日至14日，尽管遭到英国人的猛烈攻击，破交舰米歇尔号依然在第5区舰队和9艘扫雷舰的掩护下成功穿越英吉利海峡，期间甚至击伤了敌方驱逐舰沃波尔号和弗尼号。两周后，第5区舰队试图拦截英国在袭击圣纳泽尔诺曼底码头时派遣的轻型部队。美洲豹号一度俘获了一艘机动炮艇。然而，当它们遭遇护航的英国驱逐舰亚瑟斯通号和泰恩河谷号时，爆发了一场远程战斗，美洲豹号被迫切断了被俘炮艇的拖缆。而德国舰艇撤退是因为他们没有意识到自己面对的只是两艘驱逐舰。5月8日至12日，第5区舰队的海雕号、隼号、鸡貂号和神鹫号从布雷斯特移师荷兰角港，以护送破交舰施蒂尔号从那里穿越英吉利海峡。12日，即破交舰返航的首日，该部队便遭到英国鱼雷快艇拦截。在由此引发的海战中，海雕号在灰鼻岬附近击沉了鱼雷快艇MTB-220号。至13日04:00左右，另一艘快艇又用鱼雷击沉鸡貂号。仅五分钟后，海雕号也被MTB-219号的鱼雷击中，导致其断裂并倾覆，在布洛涅附近的50°46′N 1°34′E / 50.767°N 1.567°E处沉没，造成艇上85名官兵阵亡。